# X-Tudo
X-Tudo foi um programa de televisão infantil produzido e exibido pela TV Cultura entre 11 de abril de 1992 e 3 de novembro de 2002, sendo uma co-produção SESI. Seu formato, idealizado pela diretora Maisa Zakzuk, se prestava a transmitir informações de uma maneira clara e rápida, colaborando para a boa qualidade dos programas destinados ao público infantil da emissora durante o início da década de 1990. O programa ia ao ar às terças e quintas-feiras às 17h30, permanecendo no ar durante dez anos.

## Produção
Originalmente Gerson de Abreu era quem apresentava o programa ao lado do boneco X, criado e manipulado por Fernando Gomes, trazendo no elenco ainda Fernanda Souza, Rafael Barioni, Norival Rizzo, Marcelo Mansfield e Raquel Barcha. Em 1995 houve uma reformulação quando Gérson deixou o programa para estrelar o seriado Agente G, na RecordTV, sendo substituído por Márcio Ribeiro, que já tinha experiências com crianças do Rá-Tim-Bum, além da entrada dos mágicos André Lucca, Alejandro Muniz	Mágica e Rafael Tubino, que passaram a se revezar no quadro que ensinava truques de mágica e a troca de Marcelo por Henrique Stroeter no quadro de Curiosidades.
Em 1996 Fernanda deixou o programa para integrar o elenco de Razão de Viver e foi substituída por Rosiane Siqueira, tendo ainda a troca de Raquel Barcha, como Sherazade no quadro Literatura, por Oscar Simch como Sultão. Em 1998 Joyce Roma, que já havia feito parte do seriado Mundo da Lua na mesma emissora, passou a integrar o programa no quadro de Experiências, tendo ainda a adesão de Zé Luiz dando dicas de filmes infantojuvenis.

## O programa
O programa contava com vários quadros que mesclavam conteúdo educativo e entretenimento infantil com uma linguagem dinâmica, longe das fórmulas regradamente didáticas. O personagem X era quem comandava boa parte dos quadros e discutia com as crianças assuntos como biologia, filosofia, história mundial, meio ambiente e cidadania. Além disso, o programa também ensinava as crianças a fazerem truques de mágicas, culinária básica e experimentos científicos. Ainda haviam quadros que acompanhavam a vida de crianças espectadoras que faziam atividades especiais, como circo e ginástica artística, personagens que contavam histórias da literatura e dicas de filmes infantojuvenis.

## Elenco
| Ator                              | Quadro                                               | Anos    |
| --------------------------------- | ---------------------------------------------------- | ------- |
| Fernando Gomes (voz do boneco X)  | Vários quadros                                       | 1992–98 |
| Enrique Serrano (voz do boneco X) | Vários quadros                                       | 1998–02 |
| Gérson de Abreu                   | Vários quadros                                       | 1992–94 |
| Márcio Ribeiro                    | Vários quadros                                       | 1994–99 |
| Rafael Barioni                    | X-Culinária Ecologia X-Reportagem                    | 1994–99 |
| Fernanda Souza                    | X-Reportagem Ecologia Literatura                     | 1994–96 |
| Rosiane Siqueira                  | X-Reportagem Ecologia Literatura Animais             | 1996–02 |
| Raquel Barcha (como Sherazade)    | Literatura                                           | 1992–95 |
| Oscar Simch (como Sultão)         | Literatura                                           | 1996–98 |
| Marcelo Mansfield                 | Curiosidades                                         | 1992–93 |
| Wandi Doratiotto                  | Livros e Curiosidades                                | 1993–94 |
| Henrique Stroeter                 | Curiosidades                                         | 1997–99 |
| Norival Rizzo                     | Você Sabia? O X da Palavra Curiosidades X-Reportagem | 1992–99 |
| André Lucca                       | Mágica                                               | 2000–02 |
| Alejandro Muniz                   | Mágica                                               | 2000–02 |
| Rafael Tubino                     | Mágica                                               | 2000–02 |
| Joyce Roma                        | Experiências                                         | 2000–02 |
| vários convidados                 | Filmes                                               | 2000–02 |
| Maurício Xavier                   | Curiosidades                                         | 2000–02 |

## Quadros
- X-Arte: A cada episódio uma pessoa diferente ensinava um artesanato simples e sem perigos para as crianças fazerem em casa
- Curiosidades: Maurício - posterimente Marcelo e Henrique -  contava curiosidades diversas coisas, como história mundial, biologia e filosofia.
- X-Culinária: Rafael e X ensinavam delícias culinárias fáceis de fazer com a ajuda dos pais.
- X-Esportes: A cada episódio um esporte diferente era mostrado e um esportista explicava tudo sobre.
- Literatura: Sultão – posteriormente Sherezade – contavam histórias para Fernanda.
- Ecologia: Fernanda, Rafael e Márcio conversação com X sobre ecologia e preservação.
- Você Sabia?: Norival dá dicas para Gerson ou Márcio tentar adivinhar uma curiosidade.
- O Que É Isso?: Um som é tocado e o telespectador tem que descobrir do que é antes que seja mostrado.
- Quem É Você?: A cada episódio uma criança mostra sua vida. O quadro prezava especialmente por crianças que desenvolviam atividades diferentes, como crianças que moravam no circo, faziam ginástica artística, tinham vários animais, entre outros.
- X-Reportagem: Fernanda – posteriormente Rosiane – faziam reportagens de aventura e locais interessantes para se visitar.
- O X da Palavra: Norival explicava a grafia correta de palavras difíceis de escrever ou pronunciar, contando a origem desta e sua aplicação nas frases.
- Mágica: Mágicas e truques fácies são ensinados para as crianças praticarem em casa.
- Mostre Sua Arte na TV: Crianças mostravam suas pinturas, desenhos e esculturas.
- Mostre o Seu Bicho na TV: Crianças mostravam seus bichos e como cuidavam deles.
- Animais: Rosiane e X falavam sobre a vida selvagem e curiosidades sobre bichos diferentes.
- Filmes: Zé Luiz dá dicas de filmes para o universo infantojuvenil.
- Experiências: Joyce - posteriomente Márcio e Gerson - interpretava duas gêmeas, uma boa e uma rebelde, que faziam experiências fáceis para as crianças reproduzirem em casa
- Charada do X: Onde X Fazia Charadas para Turma de Casa
- Visitas e Curiosidades: Onde Márcio – posteriormente Gerson – ia em lugares para mostrar curiosidades e temáticas diferentes.

## Prêmios
- Ganhou em 1995, o prêmio O Magnífico da Câmara Municipal de São Paulo.